# مورگان گیبز وایت
مورگان گیبز وایت (انگلیسی: Morgan Gibbs-White؛ زادهٔ ۲۷ ژانویهٔ ۲۰۰۰) بازیکن فوتبال اهل بریتانیا است که برای باشگاه ناتینگام فارست بازی می‌کند.
وی همچنین در تیم‌های ملی فوتبال زیر ۱۶ سال انگلستان، زیر ۱۷ سال انگلستان، زیر ۱۸ سال انگلستان، زیر ۱۹ سال انگلستان، و زیر ۲۱ سال انگلستان بازی کرده‌است.